# Khaled Buhdeima
Khaled Buhdeima (en arabe : خالد بوهديمة), né le 26 septembre 1983 à Benghazi, est un escrimeur libyen. Il pratique l'épée en compétition. Il a remporté la médaille d'or aux championnats d'Afrique d'escrime de 2013.

## Carrière
Son principal fait d'armes est sa victoire aux championnats d'Afrique d'escrime en 2013 au Cap, en Afrique du Sud, devançant par surprise les favoris égyptiens et tunisiens. S'entraînant en France, et titulaire d'une licence de littérature française, Buhdeima est également titulaire d'un diplôme de maître d'armes de la Fédération française d'escrime.

## Palmarès
- Championnats d'Afrique d'escrime
  -  Médaille d'or aux championnats d'Afrique d'escrime 2013 au Cap
- Jeux africains
  -  Médaille de bronze par équipes aux Jeux africains de 2019 à Rabat

## Classement en fin de saison
| Année | 2010 | 2011 | 2012 | 2013 | 2014 | 2015 | 2016       | 2017       | 2018 |
| ----- | ---- | ---- | ---- | ---- | ---- | ---- | ---------- | ---------- | ---- |
| Rang  | 946  | 748  | 169  | 28   | 66   | 115  | Non classé | Non classé | 124  |